# Donna Haraway
Donna J. Haraway (Denver, EUA, 6 de setembre de 1944) és una biòloga i filòsofa estatunidenca. El seu assaig “Manifest per a ciborgs” (1985) ha estat una influent contribució als estudis de la ciència, el socialisme-feminisme i el postmodernisme. La seua obra crida a repensar les relacions humà-animal i humà-màquina, i ha generat debat tant en les ciències naturals com en les socials.

## Biografia
Donna Jeanne Haraway va néixer en 1944 a Denver, Colorado. Son pare fou periodista esportiu i sa mare, provinent d'una família catòlica irlandesa, va morir quan ella tenia setze anys. En acabar l'institut, Haraway fou becada per estudiar filosofia evolutiva i teologia a la Fondation Teilhard de Chardin, a París. Haraway es va graduar després en zoologia, filosofia i literatura al Colorado College. Va completar el seu doctorat en biologia a la universitat Yale en 1970 amb una dissertació sobre els usos de la metàfora al disseny experimental en biologia.
Sobre els nombrosos ajuts que rebé al llarg de la seua carrera acadèmica, i en al·lusió a l'hegemonia estatunidenca durant la Guerra Freda, Haraway reflexiona: “...persones com jo ens convertírem en recursos nacionals per a la ciència. Llavors, hi havia prou diners per a educar inclús els cervells de xiquetes catòliques irlandeses com jo”.
Actualment, Haraway és professora emèrita del Departament de la Història de la Consciència a la Universitat de Califòrnia, Santa Cruz, als Estats Units. Ha impartit classes d'estudis de gènere i història de la ciència a la Universitat de Hawaii i la Johns Hopkins University. En setembre del 2000, rebé el Premi J. D. Bernal, el major honor concedit per la Society for Social Studies of Science (4S). També va ésser galardonada amb el premi Ludkiw Fleck un any abans, que valora llibres en el camp dels estudis científics i tecnològics. Haraway ha estat també professora de teoria feminista i tecnociència a la European Graduate School en Suïssa.

## Un Manifest per a Cyborgs
En 1985, Haraway va publicar l'assaig Manifest per Cyborgs: Ciència, Tecnologia i Socialisme-Feminisme en la dècada de 1980 a Socialist Review. Encara que la majoria dels treballs anteriors d'Haraway es van centrar a emfatitzar el biaix masculí en la cultura científica, també ha contribuït enormement a les narratives feministes del segle xx. Per a Haraway, el Manifest va oferir una resposta al creixent conservadorisme durant els anys vuitanta als Estats Units en un moment crític en el qual les feministes, per tal de tenir una significació en el món real, havien de reconèixer la seva situació en què es referia a la «informàtica de dominació». Segons el Manifest d'Haraway, «no hi ha res de ser femení que, naturalment, uneix les dones en una mateixa categoria. Ni tan sols es tracta d'un estat tan femení com una categoria molt complexa construïda en discursos científics sexuals controvertits i d'altres pràctiques socials». Un cyborg no requereix una identitat estable i essencialista, argumenta Haraway, les feministes haurien de considerar crear coalicions basades en« afinitat» en comptes de la identitat. Per fonamentar el seu argument, Haraway analitza la frase «dones de color», que ho suggereix com un possible exemple de política d'afinitat. Utilitzant un terme encunyat per la teòrica Chela Sandoval, Haraway escriu que la «consciència oposicional» és comparable amb una política de cyborg, perquè en comptes de la identitat destaca com l'afinitat prové de «alteritat, diferència i especificitat». El cyborg d'Haraway és un conjunt d'ideals d'una civilització sense gènere, sense raó, més col·lectiva i pacífica, amb l'advertència de ser totalment connectat a la màquina. Les seves noves versions dels éssers rebutgen les concepcions humanistes occidentals de la personalitat i promouen un món d'informació desencarnat i la degradació de la subjectivitat. La consciència col·lectiva dels éssers i el seu accés il·limitat a la informació proporcionen eines per crear un món d'immens canvi sociopolític a través de l'altruisme i l'afinitat, no la unitat biològica. En el seu assaig, Haraway desafia el subjecte humà liberal i la seva falta de preocupació pels desitjos col·lectius que deixa la possibilitat d'una àmplia corrupció i desigualtat al món. Un món d'éssers amb un tipus de coneixement compartit podria crear una poderosa força política cap a un canvi positiu. Els cyborgs poden veure «des d'ambdues perspectives alhora» [3]. A més, Haraway escriu que el cyborg té una naturalesa imbuïda cap al bé col·lectiu. Haraway explica que el seu Manifest és «un esforç per construir un mite polític irònic fidel al feminisme, el socialisme i el materialisme». Haraway crea una analogia utilitzant les tecnologies i la informació actuals per imaginar un món amb una coalició col·lectiva que tingués la capacitat de crear un gran canvi sociopolític. El Manifest d'Haraway és un experiment de pensament, que defineix el que la gent pensa que és més important sobre l'ésser i el que suposa el futur per a una major intel·ligència artificial.

## Feminisme cyborg
En el seu assaig actualitzat Un manifest Cyborg: Ciència, Tecnologia i Socialisme - Feminisme a la fi del segle XX i en el seu llibre Simis, Cyborgs i dones: la reinvenció de la Natura (1991) Haraway fa servir la metàfora cyborg per explicar com les contradiccions fonamentals en la teoria feminista i la identitat ha de ser conjuntada, en lloc de resoldre, similar a la fusió de la màquina i de l'organisme en cyborgs. El manifest de Haraway ha influït considerablement en els camps de la ciència, el feminisme, els estudis i la teoria crítica des de la seva publicació original. El Manifest és també una important crítica feminista del capitalisme.

## «Coneixements situats»
Coneixements situats: La qüestió de la ciència en el feminisme i el privilegi de la perspectiva parcial revela la visió d'Haraway per a una ciència feminista. L'assaig es va originar com un comentari sobre The Science Question in Feminism (1986) de Sandra Harding i és una resposta a la "ciència successora" d'aquesta. Haraway ofereix una crítica a la intervenció feminista en tradicions masculinitzades de la retòrica científica i el concepte d'objectivitat. L'assaig identifica la metàfora que dona forma a la crítica feminista tradicional com a polarització. En un extrem resideix aquells que afirmen que la ciència és una pràctica retòrica i, com a tal, tota l«a ciència és un text contestable i un camp de poder». A l'altre, els interessats en una versió feminista d'objectivitat, una posició que Haraway descriu com un «empirisme feminista».

## Visions de Primat
Al llegir els llibres de Haraway, és visible que els seus escrits es basen predominantment en el seu coneixement de la historia de la ciència i la biologia (Carubia, 4). En el seu llibre, Visions de Primat: Gènere, Raça i Naturalesa en el Món de la Ciència Moderna, Haraway explica les metàfores i narratives que dirigeixen la ciència de la primatologia. Demostra que hi ha una tendència a masculinitzar les històries de la "competencia reproductiva i el sexe entre mascles agresius i femelles receptives que faciliten algunes i exclouen un altre tipus de conclusions" (Carubia, 4). Alega que les primatòlogues s'enfoquen en observacions diferents que requereixen més activitats de comunicació i supervivència bàsica,oferint perspectives dels orígens de la naturalesa i de la cultura molt diferents de les actualment acceptades. Fent referència a aquests exemples de narratives i ideologies de gènere, raça i clase social occidentals, Haraway qüestiona les construccions més fundamentals de les històries de la naturalesa humana basades en els primats. En Visions de Primat, escriu:
La meva esperança ha estat que l'enfocament sempre oblic i de vegades pervers facilités revisions narratives occidentals fonamentals i persistents sobre la diferència, especialment la diferència sexual i racial; sobre la reproducció, especialment en termes de les multiplicitats de generadors i cries; i sobre la supervivència, especialment sobre la supervivència imaginada en les condicions límit tant dels orígens com de la fi de la història, tal com s'explica en les tradicions occidentals d'aquest complex gènere (p.377).
L'objectiu de Haraway es que la ciència reveli els límits i impossibilitats de la seva «objectivitat» i que consideri algunes revisions oferides per primatòlogues feministes (Russon, 10). Una experta en el seu camp, Haraway va proposar una perspectiva alternativa de les ideologies acceptades que continuen modelant la manera en que es creen històries científiques sobre la naturalesa humana. El més important es que Haraway ofereix analogies intentives que revelen nous horitzonts i possibilitats per a la investigació (Elkins).

## Crítiques
L'obra de Haraway ha estat criticada per sermetodològicament vaga» i utilitzant un llenguatge sensiblement opac que és «de vegades amagant d'una manera aparentment deliberada». Diversos crítics han argumentat que la seva comprensió del mètode científic és qüestionable i que les seves exploracions de l'epistemologia de vegades deixen els seus textos pràcticament sense sentit. Una revisió de 1991 de les Visions Primates d'Haraway, publicades al Diari Internacional de Primatologia, proporciona exemples d'algunes de les crítiques més comunes de la seva visió de la ciència:
Una revisió de 1991 de les Visions Primates d'Haraway, publicades al Diari Internacional de Primatologia, proporciona exemples d'algunes de les crítiques més comunes de la seva visió de la ciència: Es tracta d'un llibre que es contradiu cent vegades; però això no és una crítica d'això, perquè el seu autor pensa que les contradiccions són un signe de ferment intel·lectual i vitalitat. Es tracta d'un llibre que distorsiona sistemàticament i selecciona proves històriques; però això no és una crítica, perquè el seu autor pensa que totes les interpretacions són parcials, i considera que és el seu deure triar i escollir els seus fets per afavorir la seva pròpia marca de política.
Una altra revisió del mateix llibre, apareguda en un número de 1990 del American Journal of Primatology, ofereix una crítica similar a l'estil literari d'Haraway i als mètodes acadèmics: 
Hi ha molts llocs on una mà editorial no apareix completament. Els neologismes es creen contínuament, i les oracions són llargues i complicades. La biografia, la història, la propaganda, la ciència, la ciència-ficció i el cinema estan entrellaçades de la manera més confusa. Potser la idea és induir un estat lleugerament dissociat, perquè els lectors puguin ser cremat. Si encara no teníem antecedents, aquest llibre no proporcionaria una història lúcida d'antropologia o primatologia.
No obstant això, una revisió en el Journal of the History of Biology no està d'acord: Primate Visions és un dels llibres més rellevants dels últims vint anys. Els historiadors de la ciència han començat a escriure històries més externes, reconeixent les possibilitats d'una ciència profundament integrada amb l'agenda social en curs. La història de la primatologia de Haraway al segle XX estableix nous estàndards per a aquest enfocament, normes que no seran superades durant algun temps per venir.

## Publicacions
- Crystals, Fabrics, and Fields: Metaphors that Shape Embryos (reprinting of 1976 Yale University Press book), new introduction by the author, new preface by Scott Gilbert (Berkeley: North Atlantic Books, 2004).
- "Manifesto for Cyborgs: Science, Technology, and Socialist Feminism in the 1980s," Socialist Review, no. 80 (1985): 65-108.
- "Situated Knowledges: The Science Question in Feminism as a Site of Discourse on the Privilege of Partial Perspective," Feminist Studies 14, no.3 (1988): 575-99.
- Primate Visions: Gender, Race, and Nature in the World of Modern Science (New York and London: Routledge, 1989).
- Simians, Cyborgs, and Women: The Reinvention of Nature (London: Free Association Books and New York: Routledge, 1991).
- "The Promises of Monsters: Reproductive Politics for Inappropriate/d Others," Larry Grossberg, Cary Nelson, and Paula Treichler, eds., Cultural Studies (Nova York: Routledge, 1992), pp. 295-337.
- Modest_Witness@Second_Millennium.FemaleMan©_Meets_Oncomouse™ (New York and London: Routledge, 1997).
- How Like a Leaf, a Conversation with Donna Haraway, edited and introduced by Thyrza Goodeve (Nova York: Routledge, 1999).
- The Companion Species Manifesto: Dogs, People, and Significant Otherness (Chicago: Prickly Paradigm Press, 2003).
- The Haraway Reader (Nova York: Routledge, 2004).
- When Species Meet (Minneapolis: University of Minnesota Press, 2008).

### En castellà
- Ciencia, cyborgs y mujeres: la reinvención de la naturaleza (Ed. Cátedra, Madrid, 1995). Inclou "Manifiesto para ciborgs".
- Testigo_Modesto@Segundo_Milenio.HombreHembra©_Conoce_Oncoratón® (2004, Editorial UOC)